# Ministro da Defesa (Nova Zelândia)

Este artigo é parte da série: Política da Nova Zelândia

O ministro da Defesa é um ministro no governo da Nova Zelândia com a responsabilidade focada nas Forças Armadas da Nova Zelândia e na Ministério da Defesa. 
A atual ministra é Judith Collins.